# 1800 Aguilar
Az 1800 Aguilar (ideiglenes jelöléssel 1950 RJ) a Naprendszer kisbolygóövében található aszteroida. Miguel Itzigsohn fedezte fel 1950. szeptember 12-én.